# Deltaspis cyanipes
Deltaspis cyanipes är en skalbaggsart som beskrevs av Bates 1885. Deltaspis cyanipes ingår i släktet Deltaspis och familjen långhorningar. Inga underarter finns listade i Catalogue of Life.